# Al-Muqtataf
Die arabischsprachige Zeitschrift al-Muqtaṭaf (arabisch المقتطف ‚die Auslese‘) wurde 1876 von den arabischen Christen Yaqʿūb Ṣarrūf (1852–1927) und Fāris Nimr (1856–1951) am Syrian Protestant College (SPC, heute American University of Beirut) in Beirut gegründet. Beide schlossen dort ihr Studium mit einem Bachelor of Arts and Science ab und waren anschließend als Lehrende tätig. Ṣarrūf, der sich im Laufe der Jahre einen Namen als bedeutender Wissenschaftsjournalist und Förderer der modernen arabischen Literatur machte, interessierte sich vorwiegend für wissenschaftliche und literarische Themen, Nimr hingegen widmete sich zusätzlich der aktuellen Politik. Der dritte Herausgeber, Šāhīn Makāriyūs (1853–1910), ebenfalls Journalist, war für die Drucktechnik zuständig und entwickelte diese bereits bei der Herstellung der Zeitschriften Našra al-Usbūʿīya (1871) und aṭ-Ṭabīb (1884–1885) weiter. Da es für Ṣarrūf und Nimr in Beirut keine Aussichten auf eine wissenschaftliche und journalistische Karriere gab, siedelten sie 1884 nach Kairo um und stellten die Zeitschrift in einer von Makāriyūs eingerichteten privaten Druckerei her. In Ägypten gaben sie zeitgleich die Tageszeitung al-Muqaṭṭam (1889–1952), die Monatszeitschrift al-Laṭāʾif (1886–1896) und die Ǧarīdat as-Sūdān (The Sudan Times, 1903) heraus
Der al-Muqtaṭaf erschien monatlich von 1876 bis 1952 in insgesamt 121 Bänden in Beirut und Kairo. Der Erscheinungsverlauf war anscheinend nicht von Beginn an geplant, da die Ausgaben erst ab dem vierten Jahr mit Datumsangaben versehen wurden. Die Zeitrechnung erschien bis 1885 nur nach gregorianischem Kalender, anschließend wurde zusätzlich die islamische Datierung angegeben. Vertrieben wurden die Ausgaben neben Syrien und Ägypten auch im Irak und Iran und im Jemen und konnten in zahlreichen Ländern Europas, in Amerika, Kanada, Lateinamerika und Australien, bis hin zu Indien und China verteilt werden.
Der al-Muqtaṭaf war keine politische, sondern enzyklopädische Zeitschrift, die sich an europäischen und amerikanischen Vorbildern orientierte. Die New Yorker Wochenzeitschrift American Artisan für „Arts, Mechanics, Manufactures, Engineering, Chemistry, Inventions and Patents“ lieferte beispielsweise das Logo aus gekreuztem Hammer und Feder, das auf den Titelbildern bis in die 1890er Jahre abgebildet war
Der Untertitel der Zeitschrift lautete zunächst „ǧarīda ʿilmīya ṣināʿīya“ („Zeitschrift für Wissenschaft und Gewerbe“) und deutet bereits darauf hin, dass die Tagespolitik bis auf wenige Ausnahmen vernachlässigt wurde. Das Ziel der Herausgeber war, die Leser in der arabischen Welt über die damaligen wissenschaftlichen Fortschritte im Westen zu informieren und wie diese Erkenntnisse im Alltag genutzt werden konnten.
Die behandelten wissenschaftlichen und literarischen Themen der Zeitschrift waren sehr vielfältig. Es erschienen Abhandlungen zu modernen Naturwissenschaften, von Anatomie bis Astronomie und von Physik bis Veterinärmedizin sowie zu Landwirtschaft und Handwerk. Die Evolutionstheorie und der Darwinismus erhielten in den ersten Erscheinungsjahren einen besonderen Stellenwert und führten zu angeregten Diskussionen unter den Autoren und Lesern. Kulturelle und gesellschaftliche Themenbereiche sowie Literatur nahmen im Laufe der Zeit an Relevanz zu, und Übersetzungen europäischer Literatur wurden vermehrt veröffentlicht
Die Rubrik für Disputation und Korrespondenz (Bāb al-Munāẓara wa-l-Murāsala) und die Kolumne für Fragen und Antworten (Masāʿil wa-aǧwibatuhā) ermöglichten und förderten gesellschaftliche, wissenschaftliche und politische Debatten. Autoren und Leser konnten sich anhand von Zuschriften und Leserbriefen äußern, mit anderen Autoren debattieren und Fragen stellen. Der Stellenwert der Interaktion mit der Leserschaft wird ebenfalls an zahlreichen Leserumfragen deutlich, deren Ergebnisse in den Ausgaben fortlaufend veröffentlicht wurden
Den Autoren war es ebenfalls wichtig, die Artikel mit zahlreichen Abbildungen zu ergänzen, die zunächst schwarz-weiß und ab 1926 erstmals farbig waren. Ab März 1885 tauchten zahlreiche Werbeanzeigen auf, die ab Oktober 1886 in Arabisch und Englisch für ein breiteres Publikum auf mehreren Seiten veröffentlicht wurden
Insgesamt hatte diese enzyklopädische Bildungszeitschrift, die einzige ihrer Art damals, erheblichen Einfluss auf die zahlreichen wissenschaftlichen, gesellschaftlichen und politischen Debatten in der arabischen Welt. Dank ihrer Veröffentlichungen konnten Wissenschaftsbereiche, europäische Literatur sowie gesellschaftliche Themen zu Popularität gelangen und umfassend diskutiert werden.